# Vándorkagyló
A vándorkagyló (Dreissena polymorpha) a kagylók (Bivalvia) osztályának a Veneroida rendjébe, ezen belül a vándorkagylók (Dreissenidae) családjába tartozó faj.

## Előfordulása
Eredetileg a Fekete-tengerbe torkolló folyókban élt, de az elmúlt 150 évben nyugat felé erősen elterjedt (inváziós faj), és ma már Közép-Európában szinte mindenhol megtalálható.

## Alfajai
- Dreissena polymorpha polymorpha
- Dreissena polymorpha andrusovi

## Megjelenése

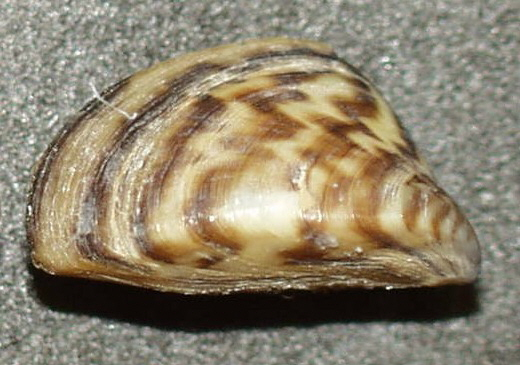
Egy szép példány

A vándorkagyló teknője elöl háromszögletűen kihegyezett, hátul (az ehető kékkagylóhoz hasonlóan) kerek, 25-40 milliméter hosszú és 13-18 milliméter széles. Búbja egészen elöl helyezkedik el. A teknő oldala alul élesen megtörik, ezért a kagyló keresztmetszetben háromélű. Alapszíne szürkéssárga, zegzugos barna vonalakkal rajzos, előrehaladottabb korban piszkos sötétszürke. Lábának mirigye (bisszusz) finom, megszilárduló fonalakat termel, ezekkel szilárdan a vízfenékhez tapad.

## Életmódja
A vándorkagyló folyók, csatornák, tavak lakója. Az állat kövekre, fadarabokra vagy más kagylókra és vízi járművekre telepedve él.

## Szaporodása
A vándorkagyló petéket rak, amelyekből szabadon úszó, úgynevezett veligera-lárvák fejlődnek. Ezek eleinte a planktonban élnek, később helyhez kötötté válnak.